# Pikkó herceg és Jutka Perzsi
A Pikkó herceg és Jutka Perzsi az első magyar opera. Zenéjét Chudy József, szövegkönyvét Szalkay Antal írta. Bemutatója 1793-ban volt Budán. Az opera zenéje elveszett.

## Az opera története
Kelemen László 1790-ben hozta létre magyar nyelven játszó színházát, a Nemzeti Játszó Társaságot. Három évvel ezután döntött egy magyar nyelvű opera előadásáról. Az opera Haffner Prinz Schnudi und Prinzessin Evakathel című német nyelvű operájának fordításán alapult. A fordítást Szerelemhegyi András végezte, a verseket Szalkay Antal írta. Az eredeti darab a francia tragédiák paródiája volt, és ez a jelleg maradt meg a magyar nyelvű változatban is. Sajátos, és a korra jellemző érdekesség, hogy a szövegíró Szalkay Bécs titkosügynöke, besúgója volt.
Huszonkilenc évvel a Pikkó bemutatását követően, 1822-ben keletkezett Ruzitska József Béla futása című operája, amelynek mind a zenéje, mind a szövege fennmaradt. Ezért egyesek ezt tekintik az első magyar operának.
A darab szövegkönyvét Orbán György is megzenésítette az ezredforduló táján, Pikkó Hertzeg címmel.

## Az opera szereplői
Minthogy az opera zenéje elveszett, a szereplők hangfekvése sem ismert.
| Szereplő                          |
| --------------------------------- |
| Gömböc, tatár kán                 |
| Jutka Perzsi, a lánya             |
| Pikkó, kalmük herceg              |
| Dadogó, Pikkó követe              |
| Raksi és Traksi, a kán hadvezérei |

- Történik: Ypsilon városban, Gömböc székvárosában.

## Az opera cselekménye
Pikkó herceg Gömböc kán Ypsilon nevű városa alá érkezik, és megkéri a kán lánya, Jutka Perzsi kezét. A lány is szerelmes, ő is könyörög apjánál, hogy engedje feleségül a kalmük herceghez. Gömböc nemet mond, a két férfi az elmérgesedett vitában válogatott gorombaságokat vág egymás fejéhez. A seregek is összecsapnak, a fiatal herceg győz a csatában, Gömböc pedig meghal. A szerelmes, de apját gyászoló, kétségek között gyötrődő Jutka tőrével öngyilkos lesz, a szerelmes és megrendült Pikkó pedig halálra eszi magát cukrozott mandulával.

## A mű színpadra állítása
Az operát 1793. május 6-án mutatták be Budán, „a híd mellett lévő nyári játékszínben”. A megmaradt címlap alapján a főbb szerepeket Váradi úr, Termezky leányasszony és Láng úr alakította, Chudy József vezényelt. A bemutató kirobbanó sikerrel zárult. A közönség lábával dobogott, sapkák és szalagok repültek a levegőben, kereplők szóltak. Az áriákat városszerte énekelték. Az operát egy év alatt 12-szer játszották el, összesen 512 néző tekintette meg. Elragadtatott volt a kritika is, Verseghy Ferenc így írt a Magyar Hírmondóban (a második előadást látta):
Tegnap, úgymint Májusnak 13-dikán, ismét énekeltetett a' Pesti Magyar Theátrumban a' Pikkó Hertzeg nevezetű darab. El-fogott az öröm, a' mint tapasztaltam, hogy várakozásomat az éneklő személyek meg-halagyák. Chudy Urnak musikája olly jó, hogy akármellyik Orchesterbe be-illene. A' versekben foglallt indulatokat a' darabnak tzéllya szerint tökélletesen ki-fejezi, és a' mellett, hogy melódiás eggyügyüségével a' szívre hat, harmoniájával a' fület is gyönyörködteti. Az énekesek, úgymint Termetzky Leányasszony, Várady, Láng, és Kelemen Urak, ki mondhatatlanul többet tettek, mintsem kezdőktül várni lehetett.
Az opera zenéje nincs meg, csak feltételezések vannak a stílusáról. Eszerint részben magyaros, verbunkos stílusú, részben külföldi, mozarti hatást mutatónak vélik. Sőt, Pikkó és Jutka duettjének szövege alapján (ahol a papa és a mama szavakat ismételgetik) egyenesen A varázsfuvola Papageno–Papagena kettősének hatására lehet következtetni.